# Кристи (Собранце)
Кристи (слч. Kristy) насељено је мјесто са административним статусом сеоске општине (слч. obec) у округу Собранце, у Кошичком крају, Словачка Република.

## Становништво
| Година:    | 1994. | 2004.   | 2014.   | 2024.    |
| ---------- | ----- | ------- | ------- | -------- |
| Број људи: | 290   | 307     | 311     | 343      |
| Разлика:   |       | +5,86 % | +1,30 % | +10,28 % |

| Година:    | 2023. | 2024.   |
| ---------- | ----- | ------- |
| Број људи: | 346   | 343     |
| Разлика:   |       | -0,86 % |

Према подацима о броју становника из 2011. године насеље је имало 312 становника.